# Нейл, Джимми
Джимми Нейл (англ. Jimmy Nail, настоящее имя — James Michael Aloysius Bradford, род. 16 марта 1954) — британский певец, композитор, актер, музыкант, продюсер, писатель.
Начал свой активный творческий путь с карьеры актера, снимаясь в телесериале BBC «Auf Wiedersehen Pet».
В середине 80-х Нейл впервые попробовал себя на как музыкант.
Диск Нейла «Crocodile Shoes», созданный по мотивам одноименного сериала и вышедший в 1994 году, стал в Британии трижды «платиновым».
В 1996 году Нейл снялся в роли исполнителя танго Аугустина Магальди в фильме «Эвита».

## Фильмография
| Год       |    | Русское название                | Оригинальное название                 | Роль                        |
| --------- | -- | ------------------------------- | ------------------------------------- | --------------------------- |
| 1983—2004 | с  | Прощайте, привычки              | Auf Wiedersehen, Pet                  | Леонард Джеффри «Оз» Осборн |
| 1984      | с  | Механик                         | Minder                                | Натан Лавридж               |
| 1985      | ф  | Болваны из космоса              | Morons from Outer Space               | Десмонд Брок                |
| 1985      | ф  | Вой 2                           | Howling II: Your Sister Is a Werewolf | Дом                         |
| 1985      | тф | Рауль Валленберг: Забытый герой | Wallenberg: A Hero’s Story            | Вилмос                      |
| 1988      | ф  | Крузо                           | Crusoe                                | Тарик                       |
| 1988      | ф  | Демон снов                      | Dream Demon                           | Пол                         |
| 1988      | ф  | Проси только алмазы             | Just Ask for Diamond                  | Бойл                        |
| 1989      | ф  | Дэнни — чемпион мира            | Danny, the Champion of the World      | Рэббеттс                    |
| 1991—1993 | с  | Донор                           | Spender                               | Фредди Спендер              |
| 1994      | с  | Обувь из крокодиловой кожи      | Crocodile Shoes                       | Джед Шепперд                |
| 1996      | ф  | Эвита                           | Evita                                 | Агустин Магальди            |
| 1996      | с  | Обувь из крокодиловой кожи 2    | Crocodile Shoes II                    | Джед Шепперд                |
| 1998      | ф  | Крезанутые                      | Still Crazy                           | Лес Уикс                    |
| 2000      | с  | Десятое королевство             | The 10th Kingdom                      | Гоблин «Сморщенное лицо»    |
| 2008—2009 | с  | Родители группы                 | Parents of the Band                   | Фил Паркер                  |

## Собственные проекты
- Spender (1991-93) Актер, сценарист, продюсер, создатель.
- Crocodile Shoes (1994) Актер, писатель, исполнительный продюсер, создатель.
- Crocodile Shoes II (1996) Актер, писатель, исполнительный продюсер, композитор, создатель.
- Parents of the Band (2008-09) Актер, создатель, исполнительный продюсер, композитор.

## Дискография

### Студийные альбомы
| Take It Or Leave It                                         | - Год: 1986 - Лейбл: Virgin Records - Формат: LP, Cassette, CD | —  | —  | —  |                   |
| Growing Up in Public                                        | - Год: 1992 - Лейбл: EastWest - Формат: LP, Cassette, CD       | 2  | 36 | 49 | - UK: Gold        |
| Crocodile Shoes                                             | - Год: 1994 - Лейбл: EastWest - Формат: Cassette, CD           | 2  | 49 | 4  | - UK: 3× Platinum |
| Big River                                                   | - Год: 1995 - Лейбл: EastWest - Формат: Cassette, CD           | 8  | —  | —  | - UK: Platinum    |
| Crocodile Shoes II                                          | - Год: 1996 - Лейбл: EastWest - Формат: Cassette, CD           | 10 | —  | 34 | - UK: Platinum    |
| Tadpoles In A Jar                                           | - Год: 1999 - Лейбл: EastWest - Формат: CD                     | 79 | —  | —  |                   |
| 10 Great Songs And An OK Voice                              | - Год: 2001 - Лейбл: Papillon - Формат: CD                     | 76 | —  | —  |                   |
| «—» означает, что альбом не попал в чарт или не был выпущен |                                                                |    |    |    |                   |

### Сборники
| The Nail File: The Best of Jimmy Nail                       | - Год: 1997 - Лейбл: EastWest - Формат: CD | 8 | - UK: Gold |
| «—» означает, что альбом не попал в чарт или не был выпущен |                                            |   |            |

### Саундтреки
| Evita: Music from the Motion Picture                        | - Madonna, Antonio Banderas, Jonathan Pryce, Jimmy Nail и другие - Год: 1996 - Лейбл: Warner Bros. Records - Формат: Cassette, CD | 1 | - UK: 2× Platinum |
| Still Crazy                                                 | - Jimmy Nail, Strange Fruit и другие - Год: 1999 - Лейбл: London Records - Формат: CD                                             | — |                   |
| «—» означает, что альбом не попал в чарт или не был выпущен | |   |                   |

### Синглы
| Название                                                                    | Год  | Наивысшая позиция в чарте | Наивысшая позиция в чарте | Наивысшая позиция в чарте | Наивысшая позиция в чарте | Наивысшая позиция в чарте | Наивысшая позиция в чарте | Наивысшая позиция в чарте | Наивысшая позиция в чарте | Наивысшая позиция в чарте | Наивысшая позиция в чарте | Сертификат   | Альбом                                |
| Название                                                                    | Год  | UK                        | AUS                       | AUT                       | FIN                       | GER                       | IRE                       | NLD                       | NZ                        | SWE                       | SWI                       | Сертификат   | Альбом                                |
| --------------------------------------------------------------------------- | ---- | ------------------------- | ------------------------- | ------------------------- | ------------------------- | ------------------------- | ------------------------- | ------------------------- | ------------------------- | ------------------------- | ------------------------- | ------------ | ------------------------------------- |
| «Love Don't Live Here Anymore»                                              | 1985 | 3                         | —                         | —                         | —                         | —                         | 5                         | 28                        | —                         | —                         | —                         | - UK: Silver | Take It Or Leave It                   |
| «That’s the Way Love Is»                                                    | 1986 | —                         | —                         | —                         | —                         | —                         | —                         | —                         | —                         | —                         | —                         |              | Take It Or Leave It                   |
| «Walk Away»                                                                 | 1986 | —                         | —                         | —                         | —                         | —                         | —                         | —                         | —                         | —                         | —                         |              | Take It Or Leave It                   |
| «Ain't No Doubt»                                                            | 1992 | 1                         | 5                         | 14                        | 10 [*]                    | 18                        | 1                         | 16                        | 4                         | 3                         | 21                        | - UK: Gold   | Growing Up in Public                  |
| «Laura»                                                                     | 1992 | 58                        | —                         | —                         | —                         | —                         | —                         | —                         | —                         | —                         | —                         |              | Growing Up in Public                  |
| «Only Love (Can Bring Us Home)»                                             | 1992 | —                         | —                         | —                         | —                         | —                         | —                         | —                         | —                         | —                         | —                         |              | Growing Up in Public                  |
| «Beautiful»                                                                 | 1993 | —                         | —                         | —                         | —                         | —                         | —                         | —                         | —                         | —                         | —                         |              | Growing Up in Public                  |
| «Crocodile Shoes»                                                           | 1994 | 4                         | —                         | —                         | —                         | —                         | 16                        | —                         | —                         | 21                        | —                         | - UK: Gold   | Crocodile Shoes                       |
| «Cowboy Dreams»                                                             | 1995 | 13                        | —                         | —                         | —                         | —                         | 28                        | —                         | —                         | —                         | —                         |              | Crocodile Shoes                       |
| «Calling Out Your Name»                                                     | 1995 | 65                        | —                         | —                         | —                         | —                         | —                         | —                         | —                         | —                         | —                         |              | Crocodile Shoes                       |
| «Only One Heart» (с Margo Buchanan)                                         | 1995 | 155                       | —                         | —                         | —                         | —                         | —                         | —                         | —                         | —                         | —                         |              | Crocodile Shoes                       |
| «Big River» (с Mark Knopfler)                                               | 1995 | 18                        | —                         | —                         | —                         | —                         | —                         | —                         | —                         | —                         | —                         |              | Big River                             |
| «Love»                                                                      | 1995 | 33                        | —                         | —                         | —                         | —                         | —                         | —                         | —                         | —                         | —                         |              | Big River                             |
| «Big River '96» (с Mark Knopfler)                                           | 1996 | 72                        | —                         | —                         | —                         | —                         | —                         | —                         | —                         | —                         | —                         |              | Big River                             |
| «Country Boy»                                                               | 1996 | 25                        | —                         | —                         | —                         | —                         | —                         | —                         | —                         | —                         | —                         |              | Crocodile Shoes II                    |
| «Blue Roses»                                                                | 1996 | —                         | —                         | —                         | —                         | —                         | —                         | —                         | —                         | —                         | —                         |              | Crocodile Shoes II                    |
| «Running Man»                                                               | 1997 | 136                       | —                         | —                         | —                         | —                         | —                         | —                         | —                         | —                         | —                         |              | Crocodile Shoes II                    |
| «Black and White» (с Ranking Roger)                                         | 1997 | 80                        | —                         | —                         | —                         | —                         | —                         | —                         | —                         | —                         | —                         |              | The Nail File: The Best of Jimmy Nail |
| «Show Me Heaven»                                                            | 1998 | —                         | —                         | —                         | —                         | —                         | —                         | —                         | —                         | —                         | —                         |              | The Nail File: The Best of Jimmy Nail |
| «The Flame Still Burns» (с Strange Fruit)                                   | 1998 | 47                        | —                         | —                         | —                         | —                         | —                         | —                         | —                         | —                         | —                         |              | Still Crazy                           |
| «Blue Beyond the Grey»                                                      | 1999 | 96                        | —                         | —                         | 11                        | —                         | —                         | —                         | —                         | —                         | —                         |              | Tadpoles In A Jar                     |
| «Walking on the Moon»                                                       | 2001 | —                         | —                         | —                         | —                         | —                         | —                         | —                         | —                         | —                         | —                         |              | 10 Great Songs And An OK Voice        |
| «—» обозначает что сингл не попал в чарт или не был выпущен в данной стране |      |                           |                           |                           |                           |                           |                           |                           |                           |                           |                           |              |                                       |

Примечание
- '*^ «Ain’t No Doubt», песня не попала в официальный финский чарт синглов, но попала в финский чарт радиостанций Finnish Airplay Chart.[8]

### Участие в проектах других музыкантов
| «Why Aye Man» (Mark Knopfler с Jimmy Nail)                                  | 2002 | 81 | 79 | 45 | 85 | The Ragpicker’s Dream |
| «—» обозначает что сингл не попал в чарт или не был выпущен в данной стране |      |    |    |    |    |                       |

### Видео
| Somewhere in Time… Somewhere on Tour - Год: 1995 - Трек: 1. Crocodile Shoes, 2. Calling Out Your Name, 3. Cowboy Dreams, 4. Once upon A Time, 5. Love Will Find Someone For You, 6. What Kind Of A Man Am I?, 7. My Friend The Sun, 8. Bitter And Twisted, 9. Big River, 10. Love, 11. Dragons, 12. Angel, 13. Don’t Wanna Go Home, 14. Love Don't Live Here Anymore, 15. Ain't No Doubt |

| Jimmy Nail — The Nail File — The Very Best of — Video Collection - Год: 1997 - Трек: 1. Love Don't Live Here Anymore, 2. Ain't No Doubt, 3. Crocodile Shoes (song), 4. Cowboy Dreams, 5. Big River, 6. Country Boy, 7. Blue Roses, 8. On This Night Of A Thousand Stars, 9. Running Man, 10. Love, 11. Once Upon A Time, 12. Dragons, 13. Absent Friends, 14. Calling Out Your Name, 15. Show Me Heaven, 16. Black And White. |